# CTS Eventim
Die CTS Eventim AG & Co. KGaA (Eigenschreibweise: eventim) mit Sitz in München und Verwaltung in Bremen ist ein börsennotierter Dienstleister der Unterhaltungsbranche. Das Unternehmen wurde 1989 unter dem Namen CTS Computer Ticket Service gegründet und entwickelte sich nach der Übernahme durch Klaus-Peter Schulenberg zum Marktführer in den Bereichen Ticketing und Live Entertainment.

## Geschichte

### Gründung bis Börsengang
1989 gründeten Marcel Avram und Matthias Hoffmann das Unternehmen „CTS Computer Ticket Service“. Es sollte den Verkauf von Eintrittskarten für Konzerte der beiden bundesweit bekannten Veranstalter unterstützen und stand auch Dritten offen. Nach dem Vorbild ausländischer Systeme löste es das Problem, dass Interessenten keine Tickets erhielten, während diese an anderer Stelle verfügbar waren. Ungeachtet des Geschäftsmodells geriet das Unternehmen in Schwierigkeiten und wurde 1996 von Klaus-Peter Schulenberg übernommen. Er investierte als einer der Ersten in das wachsende Geschäftsfeld und sanierte CTS Computer Ticket Service. 1998 erwarb er zudem die GSO Gesellschaft für Softwareorganisation, die zum damaligen Zeitpunkt Eintrittskarten für 30 Vereine der Fußball-Bundesliga verkaufte.

### Digitalisierung und Diversifizierung
Ende der 1990er Jahre hatte sich das Unternehmen bereits eine führende Position auf dem deutschen Markt gesichert. Nach der Umwandlung in eine Aktiengesellschaft und der Umbenennung in CTS Eventim brachte Schulenberg das Unternehmen im Februar 2000 erfolgreich an die Börse. Dies ermöglichte unter anderem Investitionen in digitale Plattformen, was sich als entscheidend für das weitere Wachstum von Umsatz und Gewinn erwies. 2002 stieg CTS Eventim mit der Übernahme von getgo.de schließlich zum größten Ticketportal in Europa auf. Außerdem stieg das Unternehmen Anfang der 2000er Jahre in den Bereich Live Entertainment ein, etwa durch Zukäufe der deutschen Veranstalter Dirk Becker Entertainment, Marek Lieberberg Konzertagentur oder auch Semmel Concerts. Damit waren Organisation und Vermarktung von Veranstaltungen erstmals unter einem Dach gebündelt. Als Betreiber unter anderem der Kölner Lanxess Arena und Pächter der Berliner Waldbühne baute CTS Eventim sein Geschäft in diesem Segment in den kommenden Jahren stetig aus.

### Internationale Großereignisse
Die folgenden Jahre waren von mehreren internationalen Großereignissen geprägt. CTS Eventim erhielt etwa den Zuschlag für den Verkauf der Tickets der Fußballweltmeisterschaft in Deutschland, der Olympischen Winterspiele in Sotschi und der Olympischen Sommerspiele in Rio. Seit den 2010er Jahren zählte Stage Entertainment zu den wichtigsten Partnern von CTS Eventim. Die Übernahme diverser in- und ausländischer Unternehmen und Kooperationen führten zu einer größeren Marktmacht, sodass CTS Eventim in den Fokus der Kartellbehörden rückte. CTS Eventim erzielte im Jahr 2017 erstmals mehr als eine Milliarde Euro Umsatz bei einem Gewinn über 100 Millionen Euro.

### Aktuellere Entwicklungen
Zuletzt machte das Unternehmen im Zuge der gescheiterten Einführung einer Pkw-Maut in Deutschland von sich reden. 2018 erhielt CTS Eventim gemeinsam mit dem österreichischen Partner Kapsch TrafficCom den Zuschlag für die Erhebung der Gebühren von deutschen Fahrzeughaltern. Nachdem der Europäische Gerichtshof in der Pkw-Maut einen Verstoß gegen europäisches Recht erkannt hatte, kündigte die Bundesrepublik Deutschland die Verträge mit dem Betreiberkonsortium. In der Coronazeit bekam die Firma 272 Millionen Euro als staatliche Corona-Hilfen.

## Struktur
Seit 2014 ist CTS Eventim eine Kommanditgesellschaft auf Aktien nach deutschem Recht. Die Geschäftstätigkeit von CTS Eventim erstreckt sich auf die Herstellung, die Vermittlung, den Verkauf und die Vermarktung von Eintrittskarten für Konzert-, Theater-, Kunst-, Sport- und andere Veranstaltungen sowie deren Planung, Organisation und Durchführung.

### Aktionäre
Die Aktie von CTS Eventim ist im Prime Standard der Deutschen Börse notiert, seit 2015 als Bestandteil des MDAX, und wird an den Börsenplätzen in Berlin, Düsseldorf, Frankfurt, Hamburg, Hannover, München und Stuttgart sowie über Xetra gehandelt. Über die Hälfte der Anteile befindet sich im Streubesitz. Institutionelle Investoren sind unter anderem die NN Group, BlackRock und Fidelity Investments.

### Organe
Die Geschäftsführung des Unternehmens nimmt eine Aktiengesellschaft wahr, deren Anteile von Klaus-Peter Schulenberg mittelbar über die KPS Stiftung kontrolliert werden. Diese Gesellschaft ist als persönlich haftende Gesellschafterin (Komplementärin) ohne Vermögenseinlage nicht am Geschäftsergebnis von CTS Eventim beteiligt. Ihr Vorstand ist mit Klaus-Peter Schulenberg (Vorstandsvorsitzender), Andreas Grandinger (Finanzvorstand) und Alexander Ruoff (Vorstandsmitglied) besetzt.
Der Aufsichtsrat von CTS Eventim besteht aus vier Mitgliedern. Stand 2019 gehörten Bernd Kundrun (Vorsitzender), Jobst Plog (stellvertretender Vorsitzender), Just Spee und Juliane Schulenberg, Adoptivtochter von Klaus Schulenberg und Regierungsdirektorin der Bundesbeauftragten für Kultur und Medien dem Gremium an. Sie bilden in derselben Besetzung den Aufsichtsrat der Komplementärgesellschaft.

## Bereiche

### Ticketing
CTS Eventim kümmert sich um die Herstellung, den Verkauf, die Vermittlung, den Vertrieb und die Vermarktung von Eintrittskarten für Konzert-, Theater-, Kunst-, Sport- und andere Veranstaltungen. Das Unternehmen ist mit Vertriebssystemen und Webshops in Brasilien, Bulgarien, Dänemark, Deutschland, Finnland, Frankreich, Großbritannien, Italien, Israel, Kroatien, den Niederlanden, Norwegen, Österreich, Polen, Rumänien, Russland, Schweden, der Schweiz, Slowenien, Spanien und Ungarn aktiv. Im deutschsprachigen Raum gehören neben eventim.de auch getgo.de, ticketonline.de, Ticketcorner und fansale.de zu den bekanntesten Plattformen des Unternehmens. Im Geschäftsjahr 2018 verkaufte CTS Eventim weltweit insgesamt rund 250 Millionen Tickets.

### Live Entertainment
CTS Eventim übernimmt die Planung, Vorbereitung und Durchführung von Tourneen, Veranstaltungen und Festivals, insbesondere im Musik- und Konzertbereich. Die Tochtergesellschaften und Beteiligungen dieses Bereichs agieren weitgehend unabhängig und sind beispielsweise als Veranstalter von Festivals wie „Hurricane“, „Southside“, „Rock am Ring“, „Rock im Park“ oder auch „Lucca Summer“ bekannt. Sie besitzen einen eigenen Außenauftritt, sind aber mittlerweile im Unternehmensbereich „Eventim Live“ gebündelt. Dieser ist in Dänemark, Deutschland, Finnland, Großbritannien, Italien, Österreich, den Niederlanden, Norwegen, Polen, Russland, Schweden und der Schweiz aktiv. Die Live-Entertainment-Geschäfte steuern mittlerweile mehr als die Hälfte zum Umsatz/Gewinn von CTS Eventim bei.

## Engagement
2008 sicherte CTS Eventim gemeinsam mit anderen Förderern den langfristigen Fortbestand des renommierten Studiengangs für Popmusik an der Hochschule für Musik und Theater Hamburg. Seither nennt sich dieser „Eventim Popkurs“. Zu den Absolventen zählen der Künstler Peter Fox und die Band Revolverheld.

## Kritik
2014 bezeichnete die WirtschaftsWoche das Geschäftsmodell von CTS Eventim als „umstritten“. Die Marktmacht des Unternehmens, das zum damaligen Zeitpunkt rund 80 Prozent aller Eintrittskarten für Pop- und Rock-Konzerte in Deutschland verkaufte, wurde kritisiert. CTS Eventim greife nach „allen vor- und nachgelagerten Bereichen des Kartengeschäfts“ und verschiebe Kartenvolumina dorthin, wo der Absatz am meisten Gewinn bringe. Dies gehe zu Lasten klassischer Vorverkaufsstellen.
2015 berichteten Die Welt und andere Medien über die Ermittlungen der Kartellbehörden, die eine „marktbeherrschende Stellung“ von CTS Eventim befürchteten. Das Kartellamt untersagte CTS Eventim die Übernahme von Four Artists. 2017 untersagte das Bundeskartellamt dem Unternehmen exklusive Vereinbarungen mit Veranstaltern, um den Vertrieb von Eintrittskarten für Konkurrenten zu öffnen.
Die Gebührenstruktur von CTS Eventim sorgte immer wieder für Kontroversen. Verbraucherschützer bemängelten insbesondere die Zusatzkosten für selbst gedruckte Eintrittskarten („print@home“). 2018 erklärte der Bundesgerichtshof diese Praxis für unzulässig und bestätigte damit die Urteile der vorherigen Instanzen. Außerdem schränkten die Richter überhöhte Portogebühren für den sogenannten „Premiumversand“ von Tickets ein. CTS Eventim kündigte im Dezember 2019 an, in seinen deutschen Webshops komplett auf print@home-Gebühren zu verzichten.
Der Verbraucherzentrale Bundesverband hat im Dezember 2022 eine Musterfeststellungsklage gegen CTS Eventim erhoben. In der Klage geht es um die unvollständige Rückerstattung von Ticketpreisen. Im März 2023 schlossen sich mehr als 1500 Menschen dieser Klage an.
Im Juni 2023 beschäftigte sich ZDF Magazin Royale mit der Firma. Demnach erhielt die Firma während der Coronapandemie von deutschen Behörden Finanzhilfen von über 272 Millionen Euro. Davon kamen mehr als 15 Millionen Euro von der Bundesbeauftragten für Kultur und Medien. Die Leiterin, eine Regierungsdirektorin namens Juliane Schulenberg (vormals Thümmel), ist eine Adoptivtochter Schulenbergs. Gleichzeitig sitzt sie im Aufsichtsrat von Eventim und ist Gesellschafterin eines Vermögensverwaltungsunternehmens, dessen Geschäftsführerin die Ehefrau von Schulenbergs Steuerberater ist. Dieses Vermögensverwaltungsunternehmen hat weder ein Büro noch einen Briefkasten. Noch 2020 erzielte es einen Gewinn von etwa 13.000 Euro, 2021 waren es über sieben Millionen Euro. Eventim nehme ferner Gebühren doppelt ein, insbesondere über Einschaltung von Tochterfirmen. So sollen knapp 52.000 Karten der Fußball-WM 2006 auf den Schwarzmarkt verschoben worden sein. Gegen Zahlung einer Geldsumme von etwa 600.000 Euro stellte die Justiz die Ermittlungen gegen Schulenberg in der Sache ein. Nach der Sendung brach der Aktienkurs des Unternehmens binnen eines Tages um fast neun Prozent ein.
Im selben Monat enthüllte Smudo von den Fantastischen Vier, dass der Band ihre 1997 gegründete Booking-Agentur Four Artists de facto von CTS Eventim geklaut worden war. Hintergrund war, dass die Band ursprünglich ihre bis dahin gut laufende Agentur ab 2017 zusammen mit Eventim betreiben wollte, was jedoch durch das Kartellamt untersagt worden war. Nachdem 2019 zunächst der Geschäftsführer gegangen war, kündigten wenig später mehr als die Hälfte aller Mitarbeiter, die bei der neuen, anteilig Eventim gehörenden Agentur All Artists Agency unterkamen. Four Artists stellte daraufhin 2020 seine Aktivitäten ein. Die Band unternahm daraufhin rechtliche Schritte gegen diese Vorkommnisse.
Eine weitere Kritik, die justitiabel wurde, gilt einer Ticketversicherung. Online ploppte ein Pop-up-Fenster mit der Formulierung „Ich trage das volle Risiko“ auf. Das Oberlandesgericht Bamberg urteilte Anfang 2025, diese greife unzulässig in die Entscheidungsfreiheit von Kunden ein.